# كيث براون (لاعب كريكت)
كيث براون (18 مارس 1963 - ) (بالإنجليزية: Keith Brown)‏ هو لاعب كريكت بريطاني.